# Paulina de Württemberg (1877–1965)
Paulina Olga Helena Ema de Württemberg (em alemão: Pauline Olga Helene Emma von Württemberg; Estugarda, 19 de dezembro de 1877 — Ludwigsburgo, 7 de maio de 1965) foi a única filha do rei Guilherme II de Württemberg e esposa do príncipe Guilherme Frederico de Wied. Foi a última princesa de Württemberg, bem como o último membro da casa real que nasceu quando esta ainda era reinante a morrer.

## Primeiros anos
Paulina nasceu em Estugarda, no reino de Württemberg e foi a primeira filha do rei Guilherme II de Württemberg com a sua primeira esposa, a princesa Maria de Waldeck e Pyrmont, filha do príncipe Jorge Vítor de Waldeck e Pyrmont e da princesa Helena de Nassau. Era prima direita de vários membros importantes da realeza incluindo a rainha Guilhermina dos Países Baixos, a princesa Alice, Condessa de Athlone, o duque Carlos Eduardo de Saxe-Coburgo-Gota, o príncipe-herdeiro Josias de Waldeck e Pyrmont e o príncipe Jorge Luís de Erbach-Schönberg.

## Segunda Guerra Mundial
A princesa Paulina de Württemberg foi acusada pelo tribunal do governo militar dos Estados Unidos de ter escondido dois Nazis importantes desde Outubro de 1945. A princesa de setenta anos admitiu ter refugiado deliberadamente Frau Gertrud Scoltz-Klink e o seu marido, o antigo major general August Heissmayer das SS. A princesa, segundo uma reportagem do New York Times, reconheceu que sabia que Fray Scholtz-Klink era conhecido como chefe de todas as organizações femininas dos Nazis, mas negou que sabia da posição de Heissmayer nas SS. A princesa Paulina e a sua enfermeira, que também foi acusada, foram libertadas por pagarem a sua própria fiança. A princesa foi julgada em Ludwigsburg a 23 de Março de 1948 e informou o seu interrogador americano que foi directora da Cruz Vermelha Alemã nas regiões do Reno, Hesse, Nassau e Vestefália e tinha conhecido Frau Schlotz-Klinik durante o regime Nazi nas suas respectivas funções como líderes de organizações importantes. Frau Schlotz-Klink e o marido foram interrogados num posto de polícia em Tübingen, em francês, e admitiram imediatamente que procuraram refúgio na casa da princesa Paulina quando chegaram aquela região em 1945. Disseram que a princesa Paulina lhes tinha dito que um alemão nunca devia recusar dar-lhes abrigo. A princesa Paulina fez preparativos para o casal viver calmamente na aldeia de Bebenhausen onde foram encontrados pelas autoridades francesas, americanas e alemãs. Frau Schlotz-Klink disse às autoridades que não sabia se Adolf Hitler estava vivo ou morto, mas enquanto viver nos corações dos seus seguidores, não poderá morrer.

## Casamento e família
A princesa Paulina casou-se a 29 de outubro de 1898 em Estugarda com o príncipe Guilherme Frederico de Wied, filho do príncipe Guilherme de Wied e da princesa Maria dos Países Baixos. O casal teve dois filhos:
1. Hermano de Wied (18 de agosto de 1899 - 5 de novembro de 1941), casado com a condessa Maria Antónia de Stolberg-Wernigerode; com descendência;
2. Dietrich de Wied (30 de outubro de 1901 - 8 de junho de 1976), casado com a condessa Antoinette Julia Grote; com descendência.

## Genealogia
| Paulina de Württemberg | Pai: Guilherme II de Württemberg | Avô paterno: Frederico de Württemberg          | Bisavô paterno: Paulo de Württemberg                   |
| Paulina de Württemberg | Pai: Guilherme II de Württemberg | Avô paterno: Frederico de Württemberg          | Bisavó paterna: Carlota de Saxe-Hildburghausen         |
| Paulina de Württemberg | Pai: Guilherme II de Württemberg | Avó paterna: Catarina Frederica de Württemberg | Bisavô paterno: Guilherme I de Württemberg             |
| Paulina de Württemberg | Pai: Guilherme II de Württemberg | Avó paterna: Catarina Frederica de Württemberg | Bisavó paterna: Paulina Teresa de Württemberg          |
| Paulina de Württemberg | Mãe: Maria de Waldeck e Pyrmont  | Avô materno: Jorge Vítor de Waldeck e Pyrmont  | Bisavô materno: Jorge II de Waldeck e Pyrmont          |
| Paulina de Württemberg | Mãe: Maria de Waldeck e Pyrmont  | Avô materno: Jorge Vítor de Waldeck e Pyrmont  | Bisavó materna: Ema de Anhalt-Bernburg-Schaumburg-Hoym |
| Paulina de Württemberg | Mãe: Maria de Waldeck e Pyrmont  | Avó materna: Helena de Nassau                  | Bisavô materno: Guilherme, Duque de Nassau             |
| Paulina de Württemberg | Mãe: Maria de Waldeck e Pyrmont  | Avó materna: Helena de Nassau                  | Bisavó materna: Paulina de Württemberg                 |